# Бультрикова, Балжан Бультриковна
Балжан Больтрикова  (1921, аул Касык Кордайского района Жамбылской области — 11 мая 1998, Алма-Ата) — государственный деятель Казахской ССР.
Была первым казахским дипломатом, участвовавшим во встрече Генеральной Ассамблеи Организации Объединенных Нации. Также была награждена многочисленными медалями и наградами, в том числе орденом «Знак Почёта» и орденом Трудового Красного Знамени.
Окончила Алматинский преподавательский институт (1941), КазПИ (1943).

## Биография
Происходит из рода жаныс племени дулат
Была самым младшим ребенком в семье с двумя старшими братьями. С юных лет она хотела стать учителем и посещать школу, чтобы ей не приходилось работать на сборе свеклы. Она посещала местную школу и после шестого класса начала давать уроки грамотности для взрослых. Окончив школу как лучшая ученица школы, Бултрикова выиграла золотую медаль и поездку в Москву.
В 1937 году Бултрикова переехала в Алматы, чтобы посещать обычную школу под руководством Любови Александровны Федуловой. Легко сдав вступительные экзамены, она обучалась у Федуловой и была благодарна ей за то, что она помогала ей с изучением русского языка. Во время обучения в школе она познакомилась и вышла замуж за Искандера Кожабаева, одного из первых казахов, защитившего докторскую диссертацию. Окончив школу с отличием в 1941 году, поступила в Казахский национальный педагогический университет имени Абая для продолжения образования, изучая язык и литературу. Из-за войны она перевелась на заочные курсы, закончив свое образование в 1943 году с отличием.
Еще будучи студенткой, в 1942 году начала трудовую деятельность в качестве старшего преподавателя Лепсинской средней школы в Талды-Курганской области. Через несколько месяцев ее перевели в Алма-Атинскую среднюю школу №12, где она стала директором школы. В 1949 году была избрана председателем профсоюза работников начальной и средней школы ЦК Компартии Казахстана. Прослужив на этой должности до 1955 года, через год стала министром социального обеспечения Казахской ССР. На этом посту она сосредоточилась на оказании помощи уязвимым слоям общества, включая инвалидов, пожилых людей, детей-сирот и ветеранов. Помимо предоставления пенсий, она организовала детские сады и ясли, дотировала школы и семинары для помощи слепым, глухим и немым, а также основала завод по производству протезов. В 1957 году, в знак признания ее работы, награждена орденом «Знак Почёта». 
В 1966 году назначена заместителем председателя Совета министров Казахской ССР и министром иностранных дел. В том же году избрана в Совет Национальностей Верховного Совета СССР. Была первым представителем Казахстана на Генеральной Ассамблее ООН и занимала эту должность в течение пяти с половиной лет. На сессии Генеральной ассамблеи 1970 года (25-я сессия) выступала против создания Верховного комиссара по правам человека, поскольку СССР поручил делегатам исключить этот вопрос из повестки дня, поскольку в этом не видели пользы для народов мира. Дважды она использовала свое дипломатическое мастерство с азиатскими и африканскими делегатами, чтобы предотвратить назначение на пост Верховного комиссара. За свои усилия была награждена орденом Трудового Красного Знамени.
В 1971 году назначена Министром образования и науки Казахской ССР, в должности проработала до 1974 года. В этом же году стала заместителем председателя Государственного комитета по профессиональному образованию. Во время своего пребывания в должности и до ухода на пенсию в 1980 году, прилагала усилия для улучшения среднего образования в Казахстане, преобразованием начальных школ в учреждения с очной формой обучения, а также развитием профессионально-технических учебных заведений. 
Скончалась 11 мая 1998 года в Алматы. Квартира, в которой она и ее семья из шести человек, в том числе две дочери и два сына, жили до ее смерти, была посмертно украшена мемориальной доской в ее памяти.